# Haramachi (Fukushima)
Haramachi (原町市 Haramichi-shi?) fue una ciudad japonesa localizada en la prefectura de Fukushima, Japón.
En 2003, la ciudad tenía una población estimada de 48,234 habitantes, y una densidad de 243 habitantes por km². El área total de la ciudad es de 198,49 km².
La ciudad fue fundada el 20 de marzo de 1954 y disuelta en 2006 para formar la ciudad de Minamisōma.